# يي وون مون
يي وون مون (بالكورية: 문예원)‏ هي ممثلة كورية جنوبية. ولدت في 24 فبراير 1981 في كوريا الجنوبية.

## روابط خارجية
- يي وون مون على موقع IMDb (الإنجليزية)
- يي وون مون على موقع قاعدة بيانات الفيلم (الإنجليزية)